# 콘드로이틴 황화염
콘드로이틴황화염(영어: Chondroitin sulfate) 또는 콘드로이틴 황산염은 교대 당 사슬로 구성된 황산화 글리코사미노글리칸(glycosaminoglycan)이다.

## 상세
일반적으로 프로테오글리칸의 일부로 단백질에 부착되어 있다. 콘드로이틴 사슬은 100개 이상의 개별 당을 가질 수 있으며, 각 당은 다양한 위치와 양으로 황산화 될 수 있다.

## 황
콘드로이틴 황산염(chondroitin黃酸鹽)은 글리코사미노글리칸 사슬의 대표적인 황(S) 결합 당류 물질로 황산기가 결합하는 위치에 따라 에이(A), 시(C), 디(D), 이(E), 케이(K) 형이 있다.
콘드로이틴 황화염은 분자량이 큰 사슬 형태의 이질(異質) 다당류를 통틀어 이르는 글리코사미노글리칸(glycosaminoglycan)과의 결합물로 생명체에서는 특히 인간에게서 뇌,피부,골격,근육,심장등을 구성하는 주요 기능의 핵심성분이며 이러한 맥락에서 황은 신체의 머리카락,피부,손발톱,조효소등을 구성하는 황아미노산과 뼈, 힘줄,심장,뇌의 회백질,혈관막,신장,간등을 구성하는 황지질과 함께 신체 에 광범위하게 분포하는 주요 기능의 핵심성분으로서의 일관된 역할을 보여준다.

## 같이 보기
- 황아미노산
- 황지질